# 11 канал (Пенза)
«11 канал. Экспресс» — первый коммерческий телеканал Пензы. 27 мая 1996 года в эфир вышла программа «Проснись и пой». Телеканал вещает в метровом диапазоне. Являлся сетевым партнёром таких телеканалов, как «НТВ», «ТВ-6», «ТВС», «ТНТ», «MTV Россия», «НТВ Хит» и «Известия». В октябре 2008 года 11 канал первым и единственным из пензенских телеканалов перешёл на собственное круглосуточное программирование. В июле 2023 года началось объединение ТРК «Наш дом» с медиахолдингом «Экспресс», после чего был изменён и логотип телеканала.

## История
Телерадиокомпания «Наш дом» («11 канал», «Русское радио в Пензе», «Европа плюс Пенза») была основана 27 мая 1996 года пензенским предпринимателем Леонидом Черневым. В этот день в эфир «11 канала» вышла первая утренняя трехчасовая программа «Проснись и пой».
В октябре 1996 года в 7 районах Пензенской области были установлены ретрансляторы, благодаря которым возможность приёма программ «11 канала» получили жители Кузнецка, Пачелмы, Нижнего Ломова, Сердобска, Каменки, Белинского, Шемышейки.
Летом 1997 года «11 канал» первым в Поволжском регионе перешёл на круглосуточное вещание.
В октябре 2008 года, прекратив сотрудничество с телеканалами ТНТ и MTV Россия, 11 канал первым и единственным из пензенских телеканалов перешёл на круглосуточное собственное программирование, предоставив зрителям города и области возможность просмотра 20 программ собственного производства, а также фильмов и сериалов, закупаемых у Национального Телевизионного Синдиката (НТС).
В марте 2009 года началась масштабная модернизация оборудования, что позволило отказаться от ленточных технологий и перейти на цифровое вещание.
В середине 2009 года была расширена зона приёма программ 11 канала для жителей области — сигнал появился на спутнике «Экспресс АМ22» . Это дало возможность кабельным сетям включить 11 канал с высоким качеством в пакеты транслируемых программ.
К концу 2009 года количество программ собственного производства достигло отметки 30.
В телевизионном сезоне с 2010 по 2011 годы было запущено ещё 10 программ.
В период с 2013 по 2019 годы 11 канал производил около 50 программ и авторских проектов.
12 июля 2016 года после продолжительной болезни скончался основатель ТРК «Наш дом» Леонид Чернев
Начиная с сентября 2019 года в эфир телеканала выходит более 35 программ, рубрик и авторских проектов.
28 апреля 2021 года телекомпания «Наш дом» выиграла конкурс на так называемую 22 кнопку. В соответствии с законами «О средствах массовой информации» и «О связи» все кабельные операторы, работающие на территории муниципального образования, обязаны бесплатно транслировать телеканал на 22-й позиции в своих сетях.
1 ноября 2022 года телеканал убрал из эфира весь сторонний контент и начал ретрансляцию телеканала «Известия». (с 11:00 до 17:00 и с 22:00 до 04:00).
В конце 2024 года руководством медиахолдинга «Экспресс» было принято решение вновь перевести 11 канал на круглосуточное собственное вещание, и уже 1 января 2025 года канал вновь начал вещать без сетевого партнера.

## Проекты

### Архивные программы
- Стол заказов Радио 101.8
- Наше здоровье

### Информационные
- Наши новости
- Наши новости. Аналитика
- Служба 11

### Развлекательные
- Проснись и пой

### Публицистические
- Наша дача (Повторы)
- Обратный отсчёт (Повторы)
- На берегу Суры (Повторы)
- Территория добрых дел
- Отличная работа
- Женский стиль (Повторы)

### Спортивные
- Спортивные люди

### Детские
- Тин-клуб (Повторы)
- От рассвета до заката (Повторы)

## Награды и достижения
В мае 2000 года 11 канал был признан одним из лучших ТВ-каналов Поволжья и Юга России. На Межрегиональном конкурсе «Новости — время местное» он получил первый диплом и был отмечен как канал, наиболее полно отражающий жизнь региона.
В 2003 году 11 канал принял участие в телевизионном конкурсе «ТЭФИ-регион» и в номинации «Репортаж» занял первое место, а в номинации «Ведущие информационных программ» 2 место заняла Елена Макарова.
В 2004 году 11 канал стал победителем телевизионного конкурса «ТЭФИ-регион-2004» в специальной номинации "Лучший дизайн телевизионной программы «Прогноз ПОГОДЫ».
В 2006 году 11 канал становится финалистом телевизионного конкурса «ТЭФИ-регион-2006» в номинациях «Лучший телевизионный дизайн», «Публицистическая программа» и «Программа для детей».
В 2009 году сотрудница 11 канала Ольга Кострова становится победительницей «ТЭФИ-регион-2009» в номинации «Лучший ведущий прогноза погоды».
Согласно исследованиям, проведённым холдингом «ROMIR Monitoring» в 2011 году, 11 канал является лидером регионального телевидения, а в сравнении с федеральными каналами в Пензе борется за первенство с Первым каналом.
Согласно исследованиям, проведённым холдингом «ROMIR Monitoring» в 2012 году, 11 канал по-прежнему является лидером регионального телевидения, кроме этого, в рейтинге телесмотрения по будням он обогнал Первый канал.
В апреле 2014 года была запущена новая студия информационных программ, оснащённая современными камерами HD-SDI, телесуфлёрами, светодиодными экранами, световым и звуковым оборудованием. Из неё в прямой эфир выходят программы «Наши новости», «Наши новости. Аналитика», «Служба 11». Управление эфиром 11 канала осуществляется из новой аппаратной, оснащённой многоканальными серверами Skylark.
В июне 2014 года программа 11 канала «Тин-клуб» признана лучшей в России детской развлекательной передачей на фестивале телевизионного творчества «Включайся», организованном Национальной ассоциацией телерадиовещателей.
6 октября 2014 года 11 канал первым в Пензе перешёл на вещание в формате 16:9. В конце этого же месяца жители областного центра получили возможность просмотра программ телеканала в кабельных сетях города в формате HD (высокого качества). 
В январе 2015 года 11 канал стал победителем в номинации «Региональный канал» престижной национальной премии в области многоканального цифрового телевидения «Большая цифра».
Согласно исследованиям, проведённым холдингом Romir Monitoring в марте-апреле 2015 года, 11 канал по-прежнему является лидером регионального телевидения и входит в тройку самых смотрибельных телеканалов города, уступая лишь Первому каналу. Рейтинг утренних программ возглавляет «Проснись и пой», среди информационных передач уверенно лидируют «Наши новости».
В 2016 году 11 канал с размахом отметил своё 20-летие. Авторы и ведущие программ с января по сентябрь провели множество акций, участниками которых стали жители Пензы и области. А 13 июня 2016 года на пл. Ленина состоялся большой концерт с участием творческих коллективов Пензы и Заречного.
Согласно исследованиям, проведённым холдингом Romir Monitoring в декабре 2016 года, 11 канал не только по-прежнему является одним из лидеров регионального телевидения и входит в тройку самых смотрибельных телеканалов города, уступая лишь Первому каналу, но и укрепил свои позиции. А утренняя программа «Проснись и пой» и информационная «Наши новости» остаются лидерами эфира, значительно опережая своих конкурентов.